# Іван Шварний
Іван Шварний (словац. Ivan Švarný; 30 жовтня 1984, м. Нітра, ЧССР) — словацький хокеїст, захисник. Виступає за «Слован» (Братислава) у Континентальній хокейній лізі.
Виступав за «Белльвіль Буллз» (ОХЛ), «Нью-Мехіко Скорпіонс» (CHL), «Нітра», «Левиці», «Тржинець», «Літвінов», «Простейов».
У чемпіонатах Словаччини — 154 матчі (21+38), у плей-оф — 33 матчі (8+11). У чемпіонатах Чехії — 190 матчів (14+37), у плей-оф — 21 матч (1+5).
У складі національної збірної Словаччини провів 35 матчів (1 гол); учасник чемпіонату світу 2009 (3 матчі, 0+0).
Досягнення
- Чемпіон Словаччини (2012).